# 3. ŽNL Sisačko-moslavačka NS Novska 2011./12.
Prvenstvo se igralo dvokružno. Prvenstvo je osvojila NK Uštica, ali je odustala od plasmana u viši rang, te se u 2. ŽNL Sisačko-moslavačku plasirao drugoplasirani NK Stari Grad Kraljeva Velika.

## Tablica
| Mj. | Klub                           | Sus. | Pobj. | Nerj. | Por. | GR.   | Bod. |
| --- | ------------------------------ | ---- | ----- | ----- | ---- | ----- | ---- |
| 1.  | NK Uštica                      | 16   | 10    | 4     | 2    | 43:18 | 34   |
| 2.  | NK Stari Grad Kraljeva Velika  | 16   | 10    | 2     | 4    | 41:22 | 32   |
| 3.  | NK Jedinstvo Drenov Bok        | 16   | 9     | 3     | 4    | 47:29 | 30   |
| 4.  | NK Croatia Stara Subocka       | 16   | 8     | 3     | 5    | 27:24 | 27   |
| 5.  | NK Nafta Kozarice              | 16   | 6     | 3     | 7    | 40:36 | 21   |
| 6.  | NK Naprijed Krapje             | 16   | 5     | 5     | 6    | 28:32 | 20   |
| 7.  | NK Una-Mladost Hrvatska Dubica | 16   | 5     | 3     | 8    | 32:38 | 18   |
| 8.  | NK Slavonija Brestača          | 16   | 4     | 4     | 8    | 35:35 | 16   |
| 9.  | NK Croatia Krivaj              | 16   | 1     | 1     | 14   | 21:80 | 4    |

## Dodatne kvalifikacije za popunu 2. ŽNL
Za preostalo 4. mjesto koje vodi u 2. ŽNL Sisačko-moslavačku borili su se drugoplasirani klubovi iz sve tri grupe

### Rezultati
| Datum            | Utakmica                                      | Rezultat |
| ---------------- | --------------------------------------------- | -------- |
| 17. lipnja 2012. | NK AŠK Staro Pračno - NK Jedinstvo Drenov Bok | 3:2      |
| 22. lipnja 2012. | NK Dinamo Kutina - NK AŠK Staro Pračno        | 4:4      |
| 24. lipnja 2012. | NK Jedinstvo Drenov Bok - NK Dinamo Kutina    | 2:7      |

### Tablica kvalifikacija
| Mj. | Klub                    | Sus. | Pobj. | Nerj. | Por. | GR.  | Bod. |
| --- | ----------------------- | ---- | ----- | ----- | ---- | ---- | ---- |
| 1.  | NK Dinamo Kutina        | 2    | 1     | 1     | 0    | 11:6 | 4    |
| 2.  | NK AŠK Staro Pračno     | 2    | 1     | 1     | 0    | 7:6  | 4    |
| 3.  | NK Jedinstvo Drenov Bok | 2    | 0     | 0     | 2    | 4:10 | 0    |

Iako je kroz kvalifikacije promociju izborio NK Dinamo Kutina, u 2. ŽNL Sisačko-moslavačku se kvalificirao NK AŠK Staro Pračno.